# Parmularia haenkei
Parmularia haenkei är en lavart som först beskrevs av Theodor Friedrich Ludwig Nees von Esenbeck, och fick sitt nu gällande namn av Franz Xaver von Höhnel 1918. Parmularia haenkei ingår i släktet Parmularia och familjen Parmulariaceae.   Inga underarter finns listade i Catalogue of Life.